# Ardisia densiflora
Ardisia densiflora là một loài thực vật có hoa trong họ Anh thảo. Loài này được Krug & Urb. mô tả khoa học đầu tiên năm 1895.